# Lezioni sulla storia della filosofia
(G.W. Hegel, Enciclopedia delle scienze filosofiche in compendio, capitolo 13)
Le Lezioni sulla storia della filosofia (Vorlesungen über die Geschichte der Philosophie) sono una raccolta postuma dei corsi tenuti dal filosofo tedesco Georg Wilhelm Friedrich Hegel sulla storia della filosofia.
Il primo di questi fu tenuto a Jena nell'anno accademico 1805-1806. L'anno successivo venne pubblicata la Fenomenologia dello spirito (1807), mentre i corsi sulla storia furono ripresi dal filosofo a partire dal 1816 in Heidelberg, e proseguirono con qualche intervallo a Berlino fino al 1830.

## Storia editoriale
Dopo la morte di Hegel avvenuta nel 1831, il contenuto di quei corsi, che erano stati appuntati e trascritti dai suoi allievi, fu raccolto e pubblicato per la prima volta tra il 1833 ed il 1836 da Karl Ludwig Michelet, che era stato uno di costoro, diviso in 3 parti corrispondenti ai volumi XIII, XIV e XV dell'Opera Omnia hegeliana.
La seconda edizione, di gran lunga migliorata, apparve tra il 1840 e il 1844, divenendo il principale testo di riferimento delle Vorlesungen.
Tra i primi ad interessarsi allo storicismo hegeliano fu in Italia Giambattista Passerini, autore di un opuscolo Sullo stato attuale della filosofia in Germania (1844).
In italiano risale al 1925 una Introduzione alla storia della filosofia hegeliana, tradotta da Felice Momigliano e Armando Carlini (Einleitung in die Geschichte der Philosophie, riedita nell'originale tedesco nel 1940), che riporta l'introduzione alle lezioni tenute da Hegel nell'anno accademico 1818, allora docente universitario all'Università di Berlino. A differenza delle Lezioni, le Introduzioni sono rivolte maggiormente a questioni metodologiche.
Dal 1930 si deve a Ernesto Codignola e Giovanni Sanna la pubblicazione dell'intera opera, basata sulla seconda edizione di Michelet, che si protrasse in tre volumi fino al 1945.
Nel 1953 Armando Plebe ha pubblicato un'altra versione dell'Introduzione, basata sull'edizione del 1833 di Michelet.
Una nuova traduzione dell'opera completa, con una riorganizzazione degli scritti di Hegel e degli appunti dei suoi amici allievi, è uscita infine a cura di Roberto Bordoli.

## Contenuto
In quest'opera il filosofo tedesco tenta di trattare la storia della filosofia, alla luce del metodo dialettico, come un'unità processuale in divenire, dove le diverse filosofie e correnti filosofiche contribuiscono organicamente al progressivo avvicinamento alla verità che le contiene tutte in sé in quanto loro superamento dialettico.

## Edizioni
- Georg Wilhelm Friedrich Hegel, Lezioni sulla storia della filosofia, tradotte da E. Codignola e G. Sanna, 3 voll., La Nuova Italia, 1930-1945.
- Georg Wilhelm Friedrich Hegel, Lezioni sulla storia della filosofia: tenute a Berlino nel semestre invernale del 1825-1826 tratte dagli appunti di diversi uditori, a cura di Roberto Bordoli, Gius.Laterza & Figli Spa, 2015.

### Le Introduzioni
- Georg Wilhelm Friedrich Hegel, Introduzione alla storia della filosofia, a cura di Felice Momigliano, Bari, Laterza, 1925.
- Georg Wilhelm Friedrich Hegel, Einleitung in die Geschichte der Philosophie, a cura di Johannes Hoffmeister, Amburgo, Felix Meiner, 1940.
- Georg Wilhelm Friedrich Hegel, Introduzione alla storia della filosofia, traduzione di Armando Plebe, prefazione e conclusione di Luigi Pareyson, Bari, Laterza, 1987  [1953].
- Georg Wilhelm Friedrich Hegel, Introduzione alla storia della filosofia, manoscritto del 1823, a cura di Roberto Bordoli, op. cit., 2015.